# Mutineries de Kiel

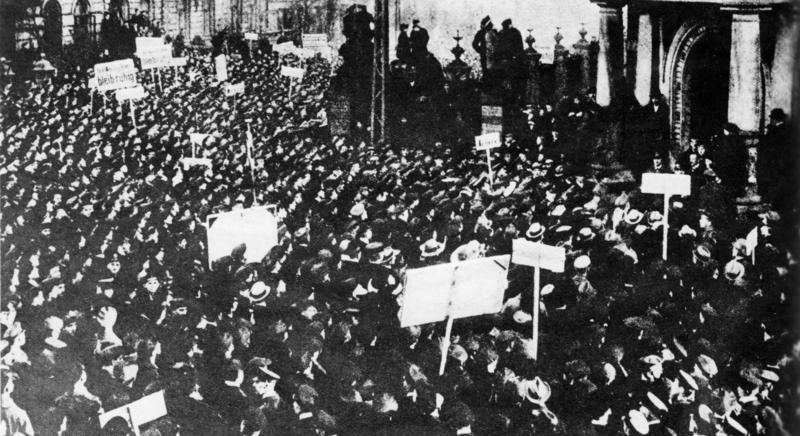
Manifestations le 4 novembre 1918 à Kiel.

Les mutineries de Kiel éclatent au début de novembre 1918 et préludent à l’effondrement de l’Empire allemand et à la fin de la Première Guerre mondiale. Elles s'ouvrent sur le refus des marins de quelques navires de la Marine impériale allemande stationnée dans la rade de Wilhelmshaven, d'appareiller pour combattre la Royal Navy. Compte tenu de la mutinerie de plusieurs équipages, le commandement ordonne le retour de la IIIe escadre à Kiel, où les ouvriers prennent aussitôt fait et cause pour les marins. Il s'ensuit une insurrection régionale : partis de Kiel, les troubles révolutionnaires gagnent bientôt les grands centres urbains et marquent le début de la révolution allemande de 1918-1919, avec pour conséquence immédiate la chute de la monarchie en Allemagne et la proclamation de la République.

## Contexte: l'Amirauté ordonne d'appareiller
À l'origine de cette rébellion, il y a l’ordre donné secrètement par l’amiral Scheer le 24 octobre 1918. Cet ordre résultait de l'application du plan du contre-amiral von Trotha, chef d'État-major de la Flotte. Il s'agissait de négocier la fin du conflit sur « un dernier combat naval décisif de la Flotte allemande contre la Royal Navy, quand bien même ce serait un duel à mort », bien que le nouveau gouvernement du Reich, dirigé par le prince Max von Baden fût en train de négocier un armistice avec les puissances ennemies de l’Entente, à la demande pressante de l’OHL. Selon von Trotha, « Une flotte paralysée par une paix subie n'a pas d'avenir ». Ce n’est qu'après-coup que l'amiral Scheer justifia son ordre en prétendant qu’il s'agissait d'appuyer l'armée des Flandres depuis les côtes.

## Mutinerie de la flotte de haute mer

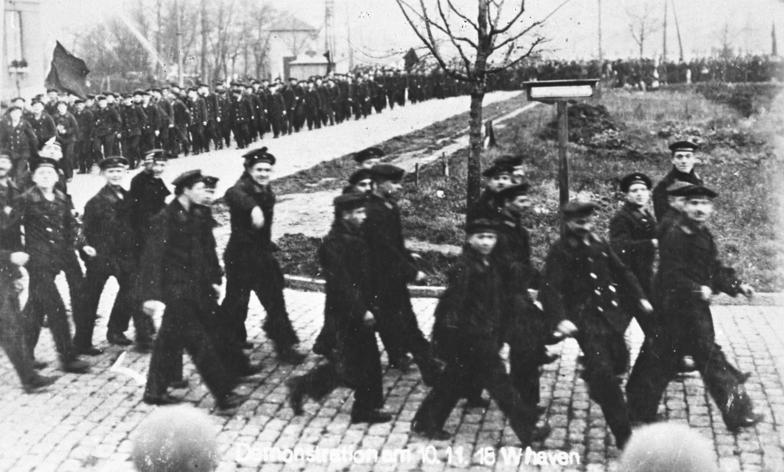
Manifestation des matelots à Wilhelmshaven le 10 novembre 1918.

En prévision de l'engagement naval, la Hochseeflotte partit mettre au mouillage dans la rade de Schillig, au nord de Wilhelmshaven. La nécessité du secret fit qu'on ne donna les ordres qu'au dernier moment. Alors dans la nuit du 29 au 30 octobre 1918, certains équipages de la IIIe escadre (ceux du SMS König, du SMS Markgraf et du SMS Großer Kurfürst) refusèrent de lever l’ancre et même la confrontation dégénéra en mutinerie ouverte et sabotage à bord de deux navires de la Ire escadre, le SMS Thüringen et le SMS Helgoland : les marins ne voulaient à aucun prix devenir, à l'aube de la défaite, les victimes inutiles d’un combat désespéré uniquement justifié par le code de l'honneur suranné de leurs officiers. Mais lorsque, le 31 octobre, les torpilleurs et sous-marins braquèrent leurs lance-torpilles sur le Thüringen et le Helgoland, les marins et leurs meneurs finirent par se rendre et se laissèrent arrêter sans résistance.
Les amiraux renoncèrent à appliquer l'ordre d'attaque, car ils avaient perdu confiance dans la détermination des équipages. On ordonna d'abord à la IIIe escadre de regagner sa base de Kiel ; mais son commandant, le vice-amiral Kraft, décida une dernière fois de faire manœuvrer ses navires dans le golfe d’Heligoland. Devant l'ordre impeccable de l'exercice, il crut avoir repris ses hommes en main. Pendant la remontée du canal de Kiel, il fit mettre aux arrêts 47 matelots du SMS Markgraf, considérés comme des meneurs.

## La révolution éclate à Kiel

Plaque commémorative de la Maison des syndicats de la Legienstraße.

Les prisonniers furent débarqués à l’écluse maritime d’Holtenau puis transférés à la maison d’arrêt de la Karlstraße (aujourd'hui Feldstraße), et enfin incarcérés au Fort Herwarth, au nord de Kiel. Bénéficiant désormais d'une permission largement accordée, le reste des marins et leurs leaders firent tout leur possible pour empêcher de nouveaux ordres et obtenir la libération de leurs camarades. Environ 250 d'entre eux se réunirent dans la soirée du 1er novembre dans la maison des syndicats. Les officiers refusant de recevoir les délégations de marins dépêchées vers eux, les marins se rapprochèrent des syndicats : l’USPD et le SPD. Là-dessus, le 2 novembre, la police encercla la maison des syndicats, ce qui ne fit qu'amplifier les attroupements de manifestants sur la place d'armes. Le marin-mécanicien Karl Artelt (en), de la base de torpilleurs de Kiel-Wik (et plus précisément affecté à l'atelier de réparation) et l'ouvrier de l'arsenal Lothar Popp (en) (tous deux membres de l'USPD), appelèrent le 3 novembre à un rassemblement de masse sur la place d'armes de Kiel. Tous deux s'étaient munis de tracts invitant marins et ouvriers à se joindre à la manifestation et ne pas laisser tomber leurs camarades prisonniers.
Le lendemain après-midi, la manifestation rassemblait plusieurs milliers de personnes. Outre les marins, on y trouvait les familles ouvrières de Kiel. Tous exigeaient la fin de la guerre, et le retour à des conditions d'approvisionnement normales (Frieden und Brot). Puis ils se joignirent au mot d'ordre d’Artelt, demandant la libération des mutinés. À la caserne de Waldwiese, où les soldats étaient en garnison, on libéra les détenus et l'on pilla les magasins d'armes. À l'approche de la maison d'arrêt, le lieutenant Steinhäuser, chef de la Garde, ordonna à sa patrouille de barrer la route aux manifestants, et de tirer dans la foule une fois les sommations faites. Sept manifestants furent abattus, 29 grièvement blessés. On ouvrit aussi le feu ailleurs que dans la manifestation. Steinhäuser, atteint par des coups de feu et frappé à coups de tuyau, fut grièvement blessé (contrairement à une histoire répandue, il fut ensuite soigné au lazaret et libéré). Finalement, manifestants et soldats se dispersèrent. Cet affrontement armé spontané est généralement considéré comme le véritable point de départ de la révolution allemande.
Le matin du 4 novembre, des groupes isolés de marins révoltés parcouraient les rues de la ville. Les marins et soldats en garnison dans la principale caserne, celle de Kiel-Wik, devaient répondre à l’appel. Mais après la harangue du commandant, il se forma une protestation spontanée. Karl Artelt appela à l'élection d'un conseil de soldats. Le vice-amiral Souchon, gouverneur militaire de Kiel, dut se résoudre à négocier.

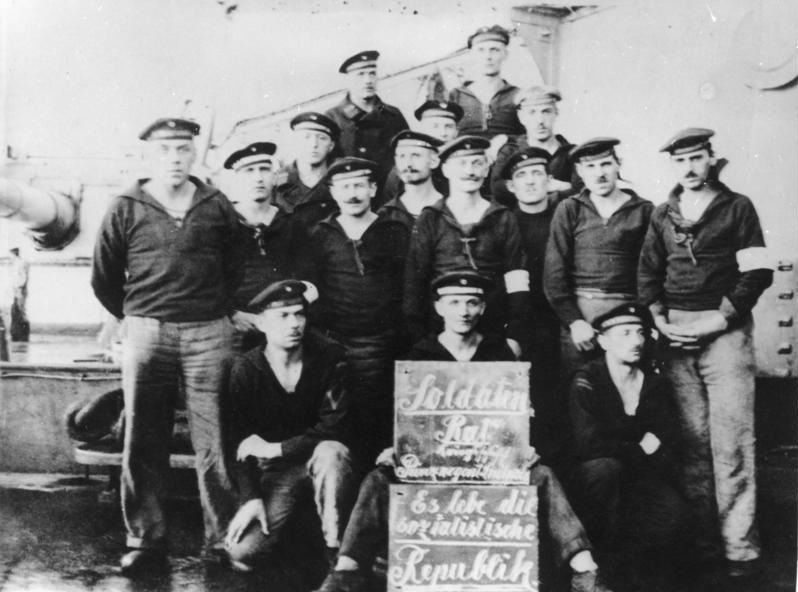
Conseil de soldats à bord du SMS Régent Luitpold.

Au soir du 4 novembre, Kiel était pratiquement aux mains des rebelles. La garnison cessa de lutter et les scènes de fraternisation se multiplièrent. Presque tous les navires se mirent à arborer le drapeau rouge en signe de ralliement à la révolution. Simultanément, les conseils de soldats s'organisaient un peu partout. Le premier conseil ouvrier ne survint que plus tard, formé de représentants des partis sociaux-démocrates, de syndicats de fonctionnaires et de syndics. Le président de ce conseil ouvrier fut Gustav Garbe (de). Sur proposition de Popp, les conseils de soldats formèrent un Haut-Conseil regroupant les délégués de toutes les unités. Le 5 novembre au matin, il proclamait la revendication en 14 points de Kiel :
1. Libération simultanée des mutins arrêtés et des détenus politiques.
2. Liberté totale d'expression et liberté de la presse.
3. Suspension de la censure postale.
4. Traitement convenable des équipages par la hiérarchie.
5. Réincorporation sans punition des camarades à bord des navires et dans le casernes.
6. L'appareillage de la Flotte ne doit se faire sous aucun prétexte.
7. Toute mesure de défense impliquant que le sang coule est interdite.
8. Retrait de toutes les unités étrangères à la garnison.
9. Toutes les mesures visant à protéger la propriété privée seront désormais décidées par le Conseil des soldats
10. Il n'y a plus de hiérarchie en dehors du service.
11. Liberté personnelle sans restriction de tout homme de la fin du service à la prochaine reprise du service.
12. Nous accueillons tous les officiers qui se diront d'accord avec les mesures adoptées jusqu'ici par le conseil des soldats. Tous les autres, à moins qu'ils ne soient responsables de l'approvisionnement, doivent démissionner.
13. Tous les membres du Conseil de soldats doivent être exemptés du service.
14. Toutes les mesures à venir ne pourront entrer en vigueur qu'après approbation du conseil des soldats.

Dirk Dähnhardt estime que « …les quatorze points étaient avant tout une attaque contre l'appareil militaire, ils étaient largement étrangers à toute revendication politique ». Il argumente cela d'une part sur la composition hétérogène des commissions, d'autre part sur le fait qu'il ne fut d'abord question que de dresser une liste de mesures d'urgence. Au cours du mois de novembre, bien d'autres conseils ouvriers devaient, à travers tout l'empire, se rallier à ces 14 Points. C'est pourtant dans la vision politique de court terme reflétée par ces revendications même, que Dähnhardt décèle la fin prochaine des conseils, qui se dispersèrent en l'espace de six mois.
Pour appuyer leurs revendications, les insurgés menacèrent de bombarder avec les navires de guerre dont ils étaient désormais maîtres, le quartier résidentiel des officiers bâti à Düsternbrook le long du rivage. Lorsque, vers la fin des pourparlers entre Artelt et l'amiral Souchon, des troupes chargées de réprimer l'insurrection firent mouvement vers Kiel, ces troupes se heurtèrent aux marins ; alors, certains soldats se replièrent, tandis que d'autres fraternisaient avec le mouvement populaire.
Le ministre plénipotentiaire du gouvernement, le député Gustav Noske (SPD), accouru depuis Berlin avec le secrétaire d'État Conrad Haußmann, du Parti populaire progressiste, fut accueilli le 4 novembre dans l'enthousiasme par les ouvriers et les soldats ; le lendemain, il fut élu président du Conseil des Soldats.
Le 5 novembre, l'arsenal de Kiel fut le théâtre d’une grave altercation : alors que marins et ouvriers tentaient d'arracher le drapeau impérial du SMS König, des officiers leur barrèrent la route. Le Kapitän zur See Carl Wilhelm Weniger, commandant du navire, reçut trois blessures. Le capitaine de corvette Bruno Heinemann et l'enseigne Wolfgang Zenker furent abattus. En 1938, le régime nazi baptisa deux destroyers en hommage à ces deux officiers (le Bruno Heinemann et le Wolfgang Zenker).
Le 7 novembre, le conseil ouvrier appela à la révolution, proclamant : « Le pouvoir est entre nos mains (Die politische Macht ist in unserer Hand) ». Par la suite, Popp reprit la présidence du Haut-conseil de soldats tandis que le député Noske remplaçait l'amiral von Souchon au poste de gouverneur militaire. Noske, diplomate courageux et retors, devait ainsi préserver, semaine après semaine, les structures en place. Il finit par étouffer dans l'œuf ce qui aurait pu être une réforme républicaine démocratique exemplaire, ce dont les événements de Kiel avaient donné la preuve éclatante, comme le dit Wolfram Wette, chercheur du Militärgeschichtliches Forschungsamt.

## La révolution
La révolution en Allemagne naquit avec l'insurrection des matelots du port militaire de Kiel, car les conseils de soldats avaient propagé leurs revendications : un mouvement spontané gagna d'autres villes portuaires, puis même les grands centres ouvriers de la Ruhr et de Bavière. Les délégués des partis ouvriers allemands et des syndicats prirent en main l'action politique par l'organisation de conseils ouvriers.
L'état insurrectionnel à Kiel prit fin d'autant plus vite que la plupart des marins décidèrent de quitter la ville, faisant marche (la ligne de chemin de fer n'étant plus desservie) vers Neumünster, d'où ils poussèrent à la révolution tout l’Empire allemand, en créant, comme ils l'avaient fait à Kiel, des conseils ouvriers.
Le 6 novembre, pratiquement tout le nord-ouest de l'Allemagne était aux mains de conseils ouvriers ; le 7, Kurt Eisner proclamait la république en Bavière ; le 8, la révolution gagnait la Saxe, la Hesse, la Franconie et le Wurtemberg, poussant les princes à l'abdication ; le 9, le chancelier du Reich Max von Baden annonça, sous la pression des événements, l'abdication de l’empereur Guillaume II, réclamée par les dirigeants du SPD. Lui-même abandonna la direction du pays au président du SPD, Friedrich Ebert ; tandis que Philipp Scheidemann proclamait la « première république de Weimar » depuis le balcon du Reichstag, au château de Berlin Karl Liebknecht proclamait, lui, la « république libre socialiste ».
Après la chute du régime impérial, le gouvernement social-démocrate fit venir à Berlin des marins de Kiel et de Cuxhaven pour défendre les institutions républicaines : ils formèrent la division de marine populaire (Volksmarinedivision) qui, après une nouvelle mutinerie, est dissoute en décembre 1918.

## Vestiges encore visibles à Kiel

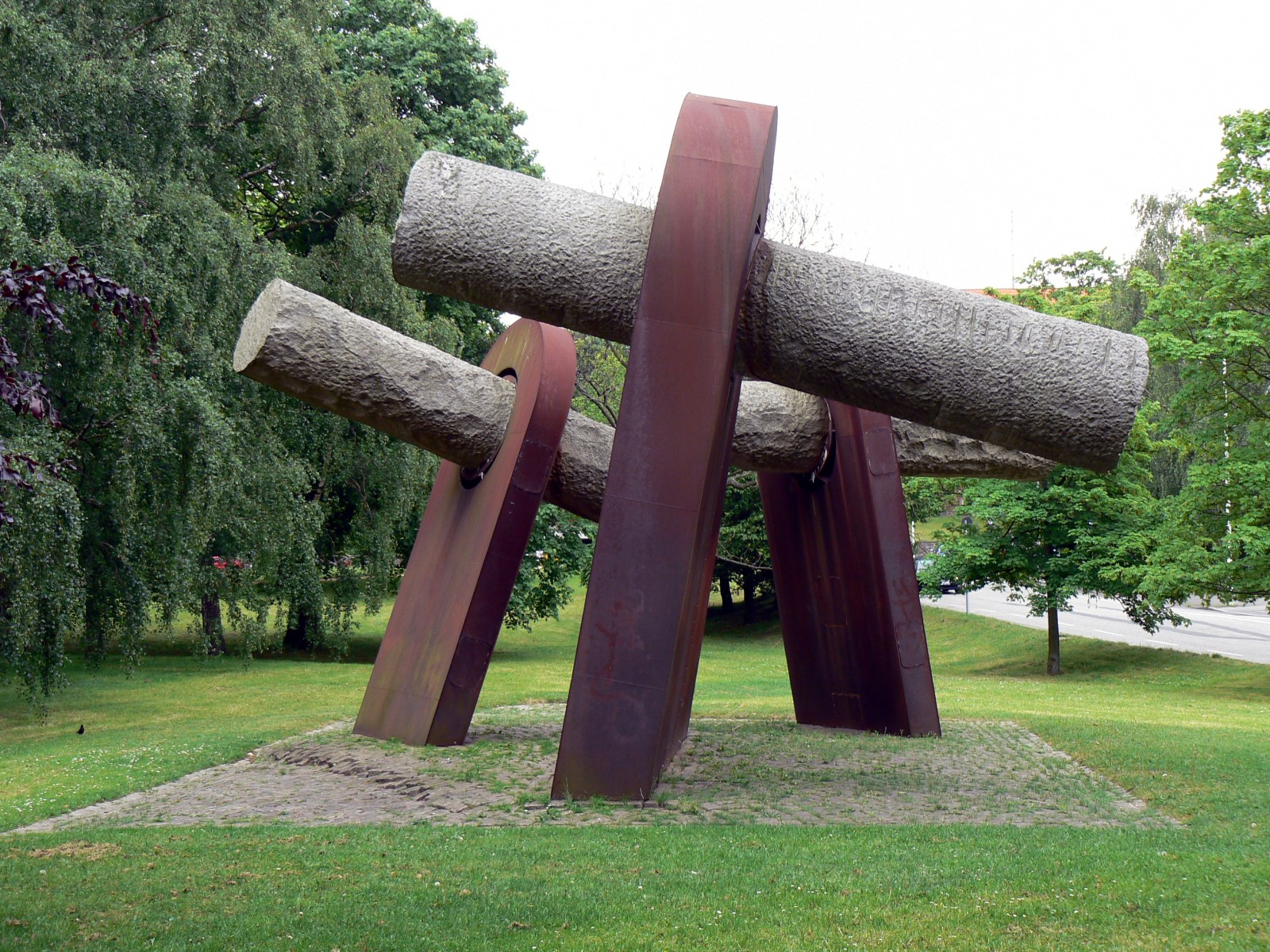
Le monument de Hans-Jürgen Breuste appelé Wik commémore depuis 1982 les mutineries de Kiel dans la parc de Ratsdienergarten.

Un monument érigé en 1982 dans le parc de Ratsdienergarten rend hommage aux mutineries de 1918. Une plaque commémorative apposée au fronton du siège de la DGB, dans la Legienstraße rappelle le rôle des conseils ouvriers, qui s'installèrent très vite dans ce bâtiment. Une autre plaque, dans cette rue, marque l'emplacement où tombèrent les premières victimes de l'insurrection. Les insurgés tués pendant la révolution sont inhumés dans le cimetière d’Eichhof et le Nordfriedhof. On trouve un récit détaillé des événements au musée maritime de Kiel.
Le 7 novembre 2009, la ville de Kiel a organisé la première marche commémorative des insurrections. Le 17 juin 2011, la place de la gare a été rebaptisée « place des marins de Kiel » (Platz der Kieler Matrosen) en hommage aux mutineries de novembre 1918.

## Filmographie et documentaires
- War Opa revolutionär? de Stefan Bartmann et Karl Mertes, conseiller scientifique Imanuel Geiss (diffusé le 5 janvier 1975 sur la WDR). Émission réalisée dans le cadre du concours interscolaire pour le prix Gustav-Heinemann, contient entre autres des interviews de Lothar Popp (en) et Gertrud Völcker.
- Augenzeugen berichten über die Marineunruhen 1917/18 de Wolfgang Semmelroth et Claus-Ferdinand Siegfried (reportage d'environ 44 min diffusé en 1986 sur la WDR) contient plusieurs interviews intéressantes de témoins.
- Matrosen, Räte, Republiken de Hartmut Idzko et Jörg Knickrehm, environ 23 min (diffusé le 1er novembre 1978 sur la NDR), contient plusieurs documentaires d'époque sur Lothar Popp, entre autres
- Das Lied der Matrosen (film DEFA de 126 min, 1958), réalisation de Kurt Maetzig, produit par la RDA
- November-Verbrecher film de 1968, 85 min, bande sonore. ce docufiction prend la forme d'un pseudo-reportage où des interviews reconstituées donnent le déroulement de l'insurrection au jour le jour. Les discussions et négociations des insurgés entre eux, avec l'état-major et les autorités gouvernementales sont reconstituées. Le tout s'appuie naturellement sur des actes officiels d'époque, d'authentiques discours et des journaux intimes.
- Videofilm mit Zeitzeugen: Kiel schreibt Geschichte - Matrosenaufstand im November 1918 de Klaus Kuhl (1991), fiction de 60 min, disponible en format VHS ou DVD.

## Voir également